# Закон України «Про засади державної регіональної політики»
Закон «Про засади державної регіональної політики» — Закон, який визначає основні правові, економічні, соціальні, екологічні, гуманітарні та організаційні засади державної регіональної політики як складової частини внутрішньої політики України. Був прийнятий Верховною Радою VIII скликання, 5 лютого 2015 року.

## Деталі закону

### Мета
Мета державної регіональної політики є створення умов для динамічного, збалансованого розвитку України та її регіонів, забезпечення їх соціальної та економічної єдності, підвищення рівня життя населення, додержання гарантованих державою соціальних стандартів для кожного громадянина незалежно від його місця проживання.

### Принципи
Державна регіональна політика реалізується на основі таких принципів:
1. законності — відповідності Конституції та законам України, міжнародним договорам, згода на обов'язковість яких надана Верховною Радою України;
2. співробітництва — узгодження цілей, пріоритетів, завдань, заходів і дій центральних та місцевих органів виконавчої влади, Верховної Ради Автономної Республіки Крим, органів виконавчої влади Автономної Республіки Крим, органів місцевого самоврядування, забезпечення співробітництва між ними під час формування та реалізації державної регіональної політики;
3. паритетності — забезпечення рівних можливостей доступу об'єктів регіональної політики до ресурсів державної фінансової підтримки регіонального розвитку;
4. відкритості — забезпечення вільного доступу до інформації, що визначає державну регіональну політику і є у розпорядженні органів державної влади, Верховної Ради Автономної Республіки Крим, органів виконавчої влади Автономної Республіки Крим та органів місцевого самоврядування;
5. субсидіарності — передачі владних повноважень на найнижчий рівень управління для найбільш ефективної реалізації;
6. координації — взаємозв'язку та узгодженості довгострокових стратегій, планів і програм розвитку на державному, регіональному та місцевому рівнях;
7. унітарності — забезпечення просторової, політичної, економічної, соціальної, гуманітарної цілісності України;
8. історичної спадкоємності — врахування та збереження позитивних надбань попереднього розвитку регіонів;
9. етнокультурного розвитку — відродження етнічної самосвідомості та збереження духовної і матеріальної культури етносів, сприяння розвитку їхньої етнічної, культурної, мовної та релігійної самобутності;
10. сталого розвитку — розвитку суспільства для задоволення потреб нинішнього покоління з урахуванням інтересів майбутніх поколінь;
11. об'єктивності — розроблення всіх документів, що визначають державну регіональну політику, на основі реальних показників, яких реально досягти та які можливо оцінити.

### Об'єкти
Об'єктами державної регіональної політики можуть бути групи регіонів (або їх частин), міст, сіл, селищ, об'єднані за критеріями та в порядку, встановленому Кабінетом Міністрів України.

### Суб'єкти
Суб'єктами державної регіональної політики є Президент України, Верховна Рада України, Кабінет Міністрів України, Верховна Рада Автономної Республіки Крим, Рада міністрів Автономної Республіки Крим, центральні та місцеві органи виконавчої влади, органи місцевого самоврядування, їх посадові особи.

### Пріорітети
Пріоритетами державної регіональної політики є:
1. стимулювання та підтримка місцевих ініціатив щодо ефективного використання внутрішнього потенціалу регіонів для створення та підтримання повноцінного життєвого середовища, підвищення якості життя людей;
2. зменшення територіальної диференціації за індексом регіонального людського розвитку;
3. формування конкурентоспроможності регіонів шляхом розроблення та реалізації програм і проектів підвищення конкурентоспроможності територій;
4. стимулювання міжрегіональної інтеграції, інтеграції регіональних економічних, інформаційних, освітніх просторів у єдиний загальноукраїнський простір, подолання міжрегіонального відчуження;
5. визначення проблемних територій у регіонах та реалізація державних заходів щодо вирішення проблем;
6. створення ефективної системи охорони навколишнього природного середовища шляхом врахування екологічної складової у стратегіях регіонального розвитку, оцінювання, вирівнювання та зниження техногенно-екологічного навантаження на довкілля у регіонах;
7. запровадження дієвих інструментів державної підтримки міжрегіональної інтеграції, виконання міжрегіональних програм і проектів;
8. формування з урахуванням документів Ради Європи та Європейського Союзу нормативно-правової бази, необхідної для реалізації державної регіональної політики, визначеної цим Законом;
9. поліпшення матеріального, фінансового, інформаційного, кадрового та іншого ресурсного забезпечення розвитку регіонів, сприяння здійсненню повноважень органами місцевого самоврядування;
10. створення ефективних механізмів представництва інтересів регіонів на загальнонаціональному рівні і територіальних громад — на регіональному рівні.

### Документи
До документів, що визначають державну регіональну політику, належать:
- Державна стратегія регіонального розвитку України;

- План заходів з реалізації Державної стратегії регіонального розвитку України;

- регіональні стратегії розвитку;

- плани заходів з реалізації регіональних стратегій розвитку;

- інвестиційні програми (проекти), спрямовані на розвиток регіонів.

### Стратегія
Державна стратегія регіонального розвитку України розробляється на період сім років, затверджується Кабінетом Міністрів України та забезпечує центральний орган виконавчої влади, що забезпечує формування державної регіональної політики, у порядку, встановленому Кабінетом Міністрів України.

## Ініціатори закону
- Яценюк Арсеній Петрович
- Кабінет Міністрів України